# Statvolt
Lo statvolt è l'unità di misura del potenziale elettrico del sistema cgs.
La conversione rispetto al Sistema Internazionale è:
1 statvolt = 299,792458 volt.
Il fattore di conversione è semplicemente il valore numerico della velocità della luce in metri al secondo diviso per 106. È un'unità utile in elettromagnetismo visto che uno statvolt per centimetro è uguale in modulo ad un gauss. Quindi, per esempio, un campo elettrico di uno statvolt/cm ha la stessa densità di energia di un campo magnetico di un gauss. Analogamente, un'onda piana propagantesi nel vuoto ha i vettori di campo elettrico e campo magnetico perpendicolari, in modo che per ogni gauss di intensità di campo magnetico ci sia uno statvolt/cm di intensità di campo elettrico.
Un'altra unità di misura del potenziale elettrico nel sistema cgs è l'abvolt.